# Rajarhat Gopalpur

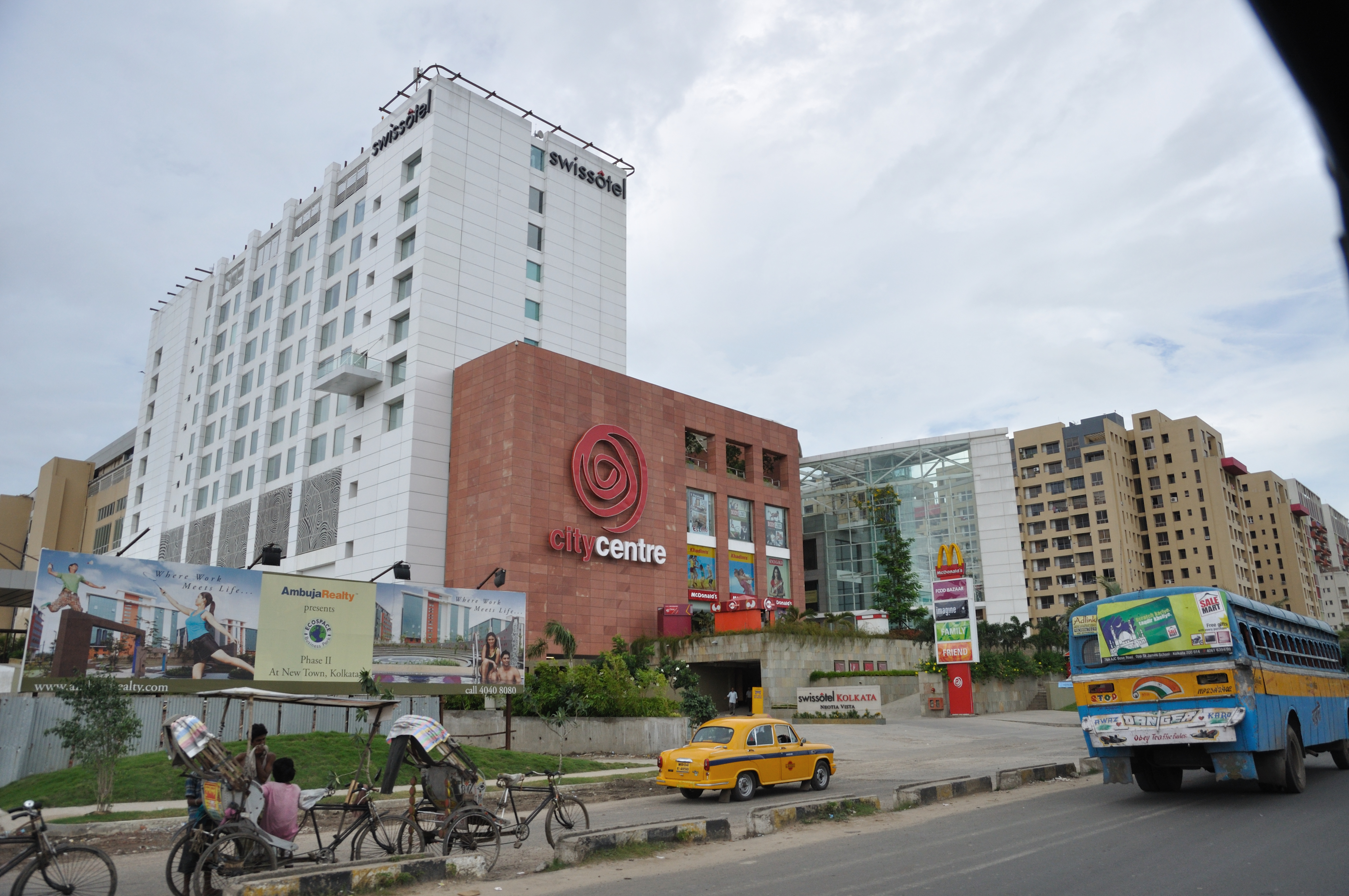
Gata i Rajarhat Gopalpur.

Rajarhat Gopalpur är en stad strax öster om Calcutta i Indien. Den är belägen i distriktet Uttar 24 Parganas i delstaten Västbengalen. Staden, Rajarhat Gopalpur Municipality, ingår i Calcuttas storstadsområde och hade 402 844 invånare vid folkräkningen 2011. Rajarhat Gopalpur bildades 1994.
Aliah University ligger i Rajarhat Gopalpur.[källa behövs]